# Кертис F7C
Кертис F7C (енгл. Curtiss F7C Seahawk) је амерички морнарички ловац. Авион је први пут полетео 1927. године. 

Највећа брзина авиона при хоризонталном лету је износила 242 km/h.
Распон крила авиона је био 9,96 метара, а дужина трупа 6,75 метара. Празан авион је имао масу од 924 килограма. Нормална полетна маса износила је око 1262 килограма. Био је наоружан са два митраљеза калибра 7,62 mm.

## Наоружање
| Наоружање авиона: Кертис       |      |
| Ватрено (стрељачко) наоружање  |      |
| Топ                            |      |
| Митраљез                       |      |
| Број и ознака митраљеза        | 2    |
| Калибар                        | 7,62 |
| Бомбардерско наоружање (бомбе) |      |
| Ракетно наоружање (ракете)     |      |